# お笑いワイドショー マルコポロリ!
『お笑いワイドショー マルコポロリ!』（おわらいワイドショー マルコポロリ!）は、2006年4月23日から関西テレビで放送されているバラエティ番組である。
リポーターとなった吉本芸人が体当たり取材した最近の社会問題や芸能情報を、ワイドショー感覚で楽しんでいく。取材中に明かされた意外な事実については、「㊙ポロリ」として紹介されている。
2020年ごろからはコアターゲットを意識して社会問題や芸能情報を扱わなくなり、お笑い芸人のみのゲストとレギュラーがワンテーマでトークする内容に変化している。

## 出演者

### MC
- 東野幸治

### アシスタント
- 中島めぐみ（関西テレビアナウンサー、2017年6月4日 - 2019年4月14日、2020年10月18日 - ）[2]

#### 過去のアシスタント
- 藤本景子（2006年4月23日 - 2013年10月27日）[3]
- 高橋真理恵（2013年11月3日 - 2016年3月27日）[4]
- 竹﨑由佳（2016年4月3日 - 2017年5月28日）[5]
- 村西利恵（2019年4月28日 - 2020年10月4日）[6]

### 芸人リポーター
下記のうち6人程度が出演する。
- 月亭方正
- ほんこん
- シャンプーハット
- あいはら雅一（メッセンジャー）
- 月亭八光
- ドーナツ・ピーナツ

#### 過去の芸人リポーター
- 千鳥
- ダイアン
- 銀シャリ
- ミキ
- 霜降り明星
- 福本愛菜
- アキナ
- 酒井藍
- ミルクボーイ
- おいでやす小田
- 白間美瑠（NMB48）
- 渋谷凪咲（NMB48）
- 見取り図
- ニッポンの社長
- ビスケットブラザーズ

ほか

### ナレーション
- 大島榎奈
- 林弘典（関西テレビアナウンサー）

## 放送時間
放送時間は開始当初、毎週日曜日13:00スタートだったが、2007年7月からはその前の番組である『ネプリーグ』とCMなしで連結のために3分繰り上がり、12:56 - 13:54（JST）に変更。2008年4月6日からは4分繰り下がって13:00 - 13:57（JST）、さらに2009年4月5日からは12:59 - 13:54（JST）の放送になったが、4月5日は11:30頃に起こった北朝鮮ミサイル事件による緊急報道特番の影響で30分繰り下がり、13:29 - 14:24に放送となった。2015年4月からは、放送時間が13:59 - 14:54に変更された。
2010年2月28日放送分は当日に起こったチリ大地震の影響で急遽休止になったが、本来の放送予定から1か月後の3月28日に放送された。

## 10周年特別番組
マルコポロリ！10周年を記念し、「10周年！こんなに長く続くと思わなかったよ～禁断の3時間生放送SP」として2016年4月10日12:00～14:54に放送された。
“大食いポロリ駅伝”を開催。これまで番組内で放送してきた様々な大食い企画を盛り上げてくれた魔女・菅原初代率いる大食い軍団が、今回は協力しあって3時間で100人前の料理を食べた。
【大食い駅伝メンバー】菅原初代、ロシアン佐藤、アンジェラ佐藤、おごせ綾、田浦有夏

## 収録中の事故
2018年2月20日の収録で化学実験を行った際、出演者のほんこんと大自然の白井が全治2週間の火傷を負う事故が発生した。

## コーナー紹介
東野×坂上 お悩み相談
2015年から年末に放送されている恒例企画。東野と坂上忍のダブルMCで進行する芸能人のお悩みを聞く拡大スペシャル回。常連ゲストに若井おさむがいる。
以下のコーナーはいずれも2022年以降ほとんど放送されていない。
ポロリ!バス
新曲発表や出演映画などのPRがある芸能人を、次の仕事先まで送り届ける口実で芸人リポーターが大型観光バス（ポロリ!バス）で乗車させ、その車中で「PR」のカードを含む6枚のカードを芸能人が選び、そのカードに書かれている質問に答えてもらいながらその素顔に迫る企画。原則として「PR」のカードが出た時点で終了となるが、2008年3月23日放送分で関ジャニ∞の横山裕・安田章大が登場した際、ポロリ!バスが出発してから間もないタイミングで引いた2枚目で早くも「PR」のカードが出てしまい、月亭八光が困惑する一幕もあった（結局、この後再度選び直してもらい、3度目の選び直しで、ようやく「PR」以外のカードが選択された）。
売れてる先輩ゴチそうさまです
宇都宮まきが売れている先輩芸能人たちにおねだりして、思う存分美味しいものをごちそうしてもらう企画。これまでにごちそうになった芸人は吉田敬（ブラックマヨネーズ）、田村裕（麒麟）、たむらけんじ、なだぎ武（ザ・プラン9）、千原ジュニア（千原兄弟）、品川祐（品川庄司）、世界のナベアツ、陣内智則、ますだおかだ、チュートリアル、アンガールズ、トータルテンボス、島田秀平、宮根誠司、円広志他。
売れてる先輩しゃんごちそうさまでちゅ♡（2010年3月7日 - ）
「売れてる先輩ゴチそうさまです」の派生企画。シャンプーハット・小出水の3人の子供たちが売れている芸能人たちにおねだりして、思う存分美味しいものをごちそうしてもらう企画。これまでにごちそうになった芸人はガレッジセール、河本準一（次長課長）。なお、企画タイトルは「売れてる先輩」と付けられているが、現時点でごちそうになったのはいずれも同期の芸人である。
ゲストのマル秘ポロリ
ゲストに関するポロリ話（主に芸能界の裏話）を再現ドラマ化。
食いドル発掘企画
大食いを特技に持つ女性を全国から発掘する企画。今までにギャル曽根、宇都宮まき、菅原初代（魔女）、ロシアン佐藤、アンジェラ佐藤、高橋実桜、三宅智子、田浦有夏などが発掘されてきた。
達人ポロリ!
日本中にいる達人たちの驚異の技をリポートする企画。
コンビ愛ポロリ
お笑いコンビの相方のことをお互いどれだけ思っているのかを判定する企画。
ようこそナニワへ！東京大物芸能人さんいらっしゃ〜い!
シャンプーハットが東京の大物芸能人と友達になる目的で設けられた企画。
芸能ニュースマル秘ポロリ!
1カ月間に起きた芸能ニュースの裏側を芸能リポーターが解説する月イチ企画。リポーターに井上公造、駒井千佳子、長谷川まさ子らが出演。
ゴミ屋敷清掃業者に潜入ポロリ！（2018年8月5日・2018年12月16日・2020年10月25日）
亀澤範行が運営する関西クリーンサービス（特殊清掃）の仕事現場に、おいでやす小田が同行する企画。霜降り明星、ミキが出演。

## 放送リスト
放送日、放送時間は関西テレビでの日時。
| 2019年 | 2019年 | 2019年       | 2019年 | 2019年 | 2019年 |
| 放送回 | 放送日 | 放送時間     | ゲスト | 内容 | 備考   |
| ------ | ------ | ------------ | --- | --- | ------ |
| 586    | 01-06  | 13:59～14:54 | 月亭八方 月亭方正 月亭八光                                                                                  | 上方落語界の雄・月亭一門の内幕 大暴露SP ポロリバス8回目乗車・大泉洋 夜更けに巻き起こったハプニングにボヤきまくり！？ |        |
| 587    | 01-13  | 12:30～13:30 | 小沢仁志 | Vシネの帝王“顔面凶器”小沢仁志 喧嘩上等の激ヤバ撮影舞台裏＆仰天私生活 大激白SP 見取り図が冬の味覚・○○専門店の破天荒社長を直撃！                                                                                          |        |
| 588    | 01-20  | 13:59～14:54 | 松本明子 森口博子                                                                                           | 松本明子＆森口博子が大激白！ 昭和アイドルが見たバラドルと言う名の地獄SP |        |
| 589    | 02-03  | 13:59～14:54 | 吉田豪 | プロインタビュアー吉田豪が暴露！大物芸能人のぶっとびマル秘素顔 M-1王者・霜降り明星が北新地ナンバーワンキャバクラ嬢の日常へ潜入！                                                                                        |        |
| 590    | 02-10  | 13:59～14:54 | 花田虎上 井上公造 駒井千佳子                                                                                | 芸能ニュースマル秘ポロリ！ 稀勢の里、引退…。横綱の美学と引き際とは？ 魔女・菅原の大食いネクストジェネレーションを探せ！第9弾！                                                                                          |        |
| 591    | 02-17  | 13:59～14:54 | 渡辺裕太 小園凌央                                                                                           | 2世タレント赤裸々告白SP 渡辺徹・榊原郁恵＆ヒロミ・松本伊代 オシドリ夫婦の実態＆親の七光り残酷物語 ミキ昴生、マルコポロリ！がトラウマに！？炎上騒動のてん末を語る                                                        |        |
| 592    | 02-24  | 12:00～12:55 | マーク・パンサー                                                                                            | マーク・パンサーぶっちゃけSP 異次元の小室哲哉伝説＆衝撃のglobe（金）舞台裏 宮川大助・花子師匠に学べ！弟子っ子ポロリ！                                                                                                   |        |
| 593    | 03-03  | 13:59～14:54 | 雛形あきこ・天野浩成夫婦 川崎希・アレクサンダー夫婦                                                         | 雛形あきこ＆天野浩成 川崎希＆アレクサンダー ヤバすぎ夫のマル秘生態大暴露SP |        |
| 594    | 03-10  | 13:59～14:54 | 高須克弥 井上公造 長谷川まさ子                                                                              | 高須クリニック・高須克弥院長 美容整形のカリスマ驚愕伝説SP 芸能ニュースマル秘ポロリ |        |
| 595    | 03-17  | 13:59～14:54 | ほいけんた Mr.シャチホコ ますみ（天才ピアニスト） 北条ふとし ジャッキーちゃん                               | 和田アキ子！？上沼恵美子！？明石家さんま！？ジャッキー・チェン！？マツコ・デラックス！？大物モノマネタレント大集合SP |        |
| 596    | 03-24  | 13:30～14:54 | 早見優 西田ひかる 栗原類 高須克弥                                                                           | 帰国子女芸能人が“ココが変だよニッポンの芸能界” 光も闇もぶっちゃけマースSP 高須クリニック・高須克弥院長延長戦！豪快すぎるマネー伝説                                                                                      |        |
| 597    | 03-31  | 13:59～14:54 | 安東弘樹 福井謙二                                                                                           | 人気フリーアナウンサーが激白！ 今だから話せるアナウンサー業界の裏側大ぶっちゃけSP 実録ドキュメント第6弾！ “盗聴器被害の実態”～欲望渦巻く大都会 東京 編～                                                                |        |
| 598    | 04-07  | 13:59～14:54 | 井上公造 駒井千佳子 髙濱良次（元麻薬取締官） Love Me Do                                                     | 芸能ニュースマル秘ポロリ 元麻薬取締官・髙濱良次 芸能界の薬物事情を徹底解説！ 数々の予言を的中させた業界最注目の占い師・Love Me Doが 令和元年の運勢を占う！                                                              |        |
| 599    | 04-14  | 13:59～14:54 | オール阪神・巨人                                                                                            | 上方漫才界にその名を刻む、お笑い界の生ける伝説、オール阪神・巨人。 コンビ間で長年解消しきれずにいた、強烈な不仲と、解散寸前までいった衝撃の事件とは…。 オール阪神・巨人の大きな声では言えない、知られざる舞台裏に迫る！ |        |
| 600    | 04-21  | 13:59～14:54 | コウメ太夫 ダンディ坂野 波田陽区 ムーディ勝山                                                               | 一発屋芸人列伝！地獄からのV字回復ぶっちゃけSP！ |        |
| 601    | 04-28  | 12:00～13:29 | 長嶋一茂 | 目標はピンピンコロリ！健康と若さを追求する長嶋一茂のストイックすぎる1日SP 密かに賑わいを見せる骨董品業界…古美術の老舗「八光堂」に見取り図が潜入！                                                                       |        |
| 602    | 05-05  | 13:59～14:54 | 井上公造 長谷川まさ子 DAIKI（イリュージョニスト）                                                           | 芸能ニュースマル秘ポロリ！ 神の子イリュージョニスト・DAIKI降臨 |        |
| 603    | 05-12  | 13:59～14:54 | ほんこん 入江慎也（カラテカ） 長友光弘（響）                                                                | ほんこん、カラテカ・入江、響・長友 副業芸人SP！ 成功哲学＆失敗の恐怖 副業リアルマネーを赤裸々告白！ |        |
| 604    | 05-19  | 13:59～14:54 | 高本（雷ジャクソン） さんきゅう倉田 青木（おくりびと）                                                      | マルサ・おくりびと・海上自衛官の知られざる仰天マル秘舞台裏 ～異色の経歴芸人大激白SP～ 大ブレイク中！野性爆弾の高額買い物＆NG芸能人にミキ仰天                                                                            |        |
| 605    | 05-26  | 12:59～14:34 | サンシャイン池崎 大溝清人（バッドボーイズ） 楊原京子 佐藤エリ 河邑ミク ハリードカズヤ 汐田パンダ あきちゃん | どうか笑ってください！平成の時代をたくましく乗り越えた貧乏芸能人 大集合SP | [ 14 ] |
| 606    | 06-02  | 13:59～14:54 | 三浦瑠麗 井上公造 駒井千佳子                                                                                | 芸能ニュースマル秘ポロリ 最近よく見る美人論客 三浦瑠麗ってナニモノ |        |
| 607    | 06-09  | 13:59～14:54 | 浜内千波 キャシー中島                                                                                       | 料理と手芸で年商ウン億円！ 今ノッてる女性研究家の成功のワケ＆クレイジー私生活大暴露SP |        |
| 608    | 06-16  | 13:59～14:54 | 野々村友紀子 ♥️さゆり（かつみ♥さゆり） SHINO                                                                | 野々村・♥さゆり・SHINO 芸人の嫁大集合！ 99回の苦労は1回は幸せでチャラにしてますSP |        |
| 609    | 06-23  | 12:59～14:04 | 円広志 山本浩之                                                                                             | 開き直って大成功！関西の2大“吹っ切れ”スター 競演スペシャル |        |
| 610    | 06-30  | 13:59～14:54 | 貴闘力 井上公造 長谷川まさ子                                                                                | 芸能ニュースマル秘ポロリ 貴闘力が2019年上半期の相撲界をぶった斬り！ ダイアンが欲望渦巻く大都会東京で盗聴器調査を敢行！第2弾                                                                                             |        |
| 611    | 07-07  | 13:59～14:54 | アパホテル社長 元谷芙美子                                                                                   | アパホテル社長・元谷芙美子 驚きの成功哲学＆マネー大激白SP 三浦春馬 5度目の直撃！地獄のプレゼントの巻 |        |
| 612    | 07-14  | 13:59～14:54 | 犯罪ジャーナリスト・小川泰平 ITジャーナリスト・三上洋                                                       | 知らなきゃアナタも巻き込まれる！？夏の防犯SP |        |
| 613    | 07-21  | 13:59～14:54 | 東進衛星予備校講師：村瀬哲史 志田晶 渡辺勝彦                                                                | カリスマ講師勢ぞろい！ぶっちゃけるのは今でしょ！ マルコポロリ×東進 夏の特別講習SP |        |
| 614    | 07-28  | 13:59～14:54 | 井上公造 長谷川まさ子                                                                                       | 芸能ニュースマル秘ポロリ |        |
| 615    | 08-04  | 13:59～14:54 | 内山信二 春名風花 谷花音                                                                                    | 平成を駆け抜けた人気子役3名が、華々しい人気の“光”と、 その陰に隠れた知られざる“闇”を大ぶっちゃけ！子役業界の壮絶な実態とは？ ただいま調査中 春名風花 出演 福島三部作・一挙上演 第三部『2011年：語られたがる言葉たち』   |        |
| 616    | 08-11  | 13:59～14:54 | 井上公造 長谷川まさ子 松丸亮吾                                                                              | 芸能ニュースマル秘ポロリ ナゾトキブームの火付け役!現役東大生・松丸亮吾からの挑戦状 通販キャストショーゲストアカデミーに潜入ポロリ！？                                                                                   |        |
| 617    | 08-18  | 13:59～14:54 | 五箇公一（国立環境研究所） 森昭彦（サイエンスジャーナリスト） 平坂寛（生物ハンター）                        | 身近に潜む この夏キケンなヤバすぎ生物 大警告SP |        |
| 618    | 08-25  | 13:59～14:54 | | いつの間にか600回超え！ギリギリトーク＆スーパースターへの直撃お宝映像を放出しまくりSP |        |
| 619    | 09-01  | 13:59～14:54 | じゅんいちダビッドソン ニッチロー しまぞうZ（キャベツ確認中） あいきけんた                                  | 世界的スーパーアスリート（のモノマネ芸人）大集合SP！ |        |
| 620    | 09-08  | 13:59～14:54 | 橋下徹 | 政界の風雲児 橋下徹が見た 金・女性トラブル・殺人予告 全部ポロリしちゃいまSP 堂本光一がポロリバスで深刻な悩みをポロリ！？                                                                                                |        |
| 621    | 09-15  | 13:59～14:54 | 大畑大介 畠山健介                                                                                           | ラグビーW杯2019開幕直前ぶっちゃけSP |        |
| 622    | 09-22  | 13:59～14:54 | 井上公造 駒井千佳子 村尾信尚                                                                                | 芸能ニュースマル秘ポロリ テレビの素人・村尾信尚が見た！ニュース番組のマル秘舞台裏！ |        |
| 623    | 09-29  | 13:59～14:54 | 下柳剛 藪恵壹 金村義明                                                                                      | 阪神タイガース2大エースがぶっちゃけSP！ 下柳＆藪が語る球界騒然マル秘事件簿 |        |
| 624    | 10-06  | 13:59～14:54 | 井上公造 長谷川まさ子 吉田たかよし 貴闘力                                                                   | 芸能ニュースマル秘ポロリ 芸能人を襲う脳梗塞…その予防法と対応策を吉田たかよしが徹底解説！ ポロリバス！中村勘九郎が超ノリノリで自己紹介！？＆『いだてん』共演俳優のマル秘︎素顔を激白！                                     |        |
| 625    | 10-13  | 13:59～14:54 | 寺門ジモン（ダチョウ倶楽部） 彦摩呂                                                                         | グルメのためなら死んでもいい！食に命をかけた男たちの3つ星人生！ 芸能界きっての仲良しコンビ・キャイ～ンに兄弟コンビが直撃！                                                                                              |        |
| 626    | 10-20  | 12:59～14:34 | 内村周子 アグネス・チャン 菅生新                                                                            | 天才はこうして作られた！？ 天才を育てた親たちが実践した“驚きの教育法”教えまスペシャル！ ポロリバス女王・天海祐希に11回目の直撃！ 共演した吉永小百合さんの素顔がポロリ！？                                               |        |
| 627    | 10-27  | 13:59～14:54 | 加藤綾菜 みはる 庄司智春（品川庄司）                                                                        | 歳の差婚・格差婚は本当に幸せ？話題のカップルのリアル内情徹底解剖SP！ |        |
| 628    | 11-10  | 13:35～14:30 | 東幹久 武田修宏 小沢一敬（スピードワゴン）                                                                  | 芸能界のリアルまだ結婚できない男たちが大集合SP！ チョコレートプラネットがマルコポロリに初登場！大ブレイク中の2人のコンビ愛はいかに！？                                                                                  |        |
| 629    | 11-24  | 12:59～14:34 | 木嶋真優（ヴァイオリニスト） 新垣隆（ピアニスト） 山田華・麗（双子ソプラノデュオ）                          | 天才音楽家たちの奇妙な生態ぶっちゃけSP 堤真一のマル秘素顔がポロリ！さらに岡村隆史が堤真一に大クレーム！？ |        |
| 630    | 12-01  | 13:59～14:54 | 井上公造 駒井千佳子 石原行雄 前田裕二                                                                       | 芸能ニュースマル秘ポロリ カリスマIT社長前田裕二の”成功のマル秘法則をぶっちゃけSP” |        |
| 631    | 12-08  | 13:59～14:54 | ティーアップ 矢野・兵動                                                                                     | 芸人界の光と影を大ぶっちゃけ！これが私たちの漫才道！ セキララ大告白SP |        |
| 632    | 12-15  | 13:59～14:54 | 井上公造 長谷川まさ子 原田龍二 内山信二 舟山久美子                                                          | 芸能ニュースマル秘ポロリ 2019年総まくりSP 大食いネクストジェネレーションを探せ！（10） |        |
| 633    | 12-22  | 12:59～14:24 | 橋下徹 | 橋下徹がしゃべり納め！ ケンカ上等！政界ウラ話＆怒りのマル秘事件簿SP！！ 東野×坂上 お悩み相談ポロリDX |        |

| 2020年 | 2020年 | 2020年       | 2020年                                                                                           | 2020年 | 2020年 |
| 放送回 | 放送日 | 放送時間     | ゲスト                                                                                           | 内容 | 備考   |
| ------ | ------ | ------------ | ------------------------------------------------------------------------------------------------ | --- | ------ |
| 634    | 01-05  | 13:59～14:54 | 風間トオル 熊谷茶（ガリットチュウ） えどう窓口（Wエンジン） 三秋里歩                             | 寒い冬も笑いでポカポカ！冬の貧乏はシャレにならんかったでSP                                                                                          |        |
| 635    | 01-12  | 12:30～13:30 | すっちー 川畑泰史 松浦真也 吉田裕 宇都宮まき                                                     | 吉本新喜劇 ぶっちゃけSP 奇人・変人たちのおかしな行動を大告発！                                                                                      |        |
| 636    | 01-19  | 13:59～14:54 | 山村紅葉 りゅうちぇる U字工事                                                                    | 地方出身タレント 苦悩と稼げる仕事事情を大ぶっちゃけSP                                                                                               |        |
| 637    | 02-02  | 13:59～14:54 | 安藤なつ（メイプル超合金） 酒井藍                                                                | 100㎏オーバー！ぽっちゃり女芸人大告白SP 驚愕の日常マル秘︎ ウラ話 佐々木蔵之介が”大御所芸人との関係”から”超ルーズ！？意外な一面”までポロリ            |        |
| 638    | 02-09  | 13:59～14:54 | 井上公造 長谷川まさ子 河合郁人                                                                   | 芸能ニュースマル秘ポロリ A.B.C-Z河合郁人がマルコポロリ初登場！ジャニーズ事務所の禁断の裏側を大胆告白！                                              |        |
| 639    | 02-16  | 13:59～14:54 | 東国原英夫 石原良純                                                                              | 辛口コメンテーター 東国原英夫＆石原良純 今ぶっちゃけたいことを持ち込み暴露SP まさかの逆オファーで乗車！？大泉洋＆小池栄子がお互いの素顔をポロリ！？ |        |
| 640    | 02-23  | 13:59～14:54 | 美川憲一 丘みどり                                                                                | 昭和・平成の紅白歌手 人生大解剖SP 栄光と苦悩、歓喜と悲劇の歌謡界マル秘舞台裏                                                                        |        |
| 641    | 03-01  | 13:59～14:54 | 関根勤                                                                                           | 関根勤大解剖SP 知られざる大ブレイク秘話＆愛情溢れすぎる家族物語！ ゴールデンボンバーが激白！まさかの炎上事件＆マル秘印税事情                        |        |
| 642    | 03-08  | 13:59～14:54 | 井上公造 駒井千佳子 武井壮 貴闘力                                                                | 芸能ニュースマル秘ポロリ 本田圭佑のサッカークラブ”One Tokyo”の新監督に武井壮が就任                                                                  |        |
| 643    | 03-15  | 13:59～14:54 | 槙原寛己 片岡篤史 金村義明                                                                       | あの事件の裏側ぶっちゃけ！阪神vs巨人 伝統の一戦SP                                                                                                   |        |
| 644    | 03-22  | 13:59～14:54 | 亀田史郎 亀田姫月                                                                                | パパは本当は怖くない！イメージ崩壊！最強闘拳ファミリー亀田一家の真実はコレやSP                                                                      |        |
| 645    | 03-29  | 13:59～14:54 | 多田文明 三上洋                                                                                  | 2020年 悪いヤツらに気をつけろ！最新詐欺被害徹底解説SP 超人気YouTuber・亀田親子に弟子入り！見取り図がバズる動画の秘訣を学ぶ！                        |        |
| 646    | 04-05  | 13:59～14:54 | 井上公造 長谷川まさ子 ゆきぽよ                                                                   | 芸能ニュースマル秘ポロリ カリスマギャルモデルゆきぽよ ギャルモデル界 マル秘︎裏側＆ぶっとび恋愛事情大暴露                                             |        |
| 647    | 04-12  | 13:59～14:54 | 錦野旦 力丸ヒロ子                                                                                | スター錦野旦＆力丸ヒロ子夫妻 徹底解剖SP 栄光と暗黒の芸能界、恐妻家の日常マル秘︎ウラ話！                                                              |        |
| 648    | 04-19  | 13:59～14:54 | モモコ（ハイヒール）                                                                             | ハイヒール モモコ徹底解剖SP ダウンタウンからドケチ生活まで一挙公開 NG一切なしマル秘ウラ話                                                           |        |
| 649    | 04-26  | 12:00～13:29 | 哀川翔 つるの剛士 西村瑞樹（バイきんぐ ） 木村卓寛（天津）                                       | 癒しをあなたに！キャンプ大好き芸能人大集合SP |        |
| 650    | 05-03  | 12:59～14:34 |                                                                                                  | がんばれ日本プロ野球！ 夢のポロリオールスター集結SP！                                                                                               |        |
| 651    | 05-10  | 13:59～14:54 | ほいけんた Mr.シャチホコ ますみ（天才ピアニスト） 北条ふとし ジャッキーちゃん                    | 和田アキ子！？上沼恵美子！？明石家さんま！？ジャッキー・チェン！？マツコ・デラックス！？大物モノマネタレント大集合SP                                |        |
| 652    | 05-17  | 13:59～14:54 | 井上公造 中西正男 村瀬哲史                                                                       | 芸能ニュースマル秘ポロリ！ 快適おうち時間ポロリ！                                                                                                   |        |
| 653    | 05-24  | 13:59～14:54 | 川畑泰史 すっちー 酒井藍                                                                         | 吉本新喜劇 師匠今何してる？SP |        |
| 654    | 05-31  | 12:59～14:04 |                                                                                                  | 開き直って大成功！ 円広志＆ヤマヒロ関西の2大“吹っ切れ”スター競演SP                                                                                  |        |
| 655    | 06-07  |              |                                                                                                  | ポロリ芸人VS大物芸能人事件簿 |        |
| 656    | 06-14  | 13:59～14:54 | 井上公造 金村義明 森田正光 片平敦                                                                | 芸能ニュースマル秘ポロリ 気象予報士 森田正光＆片平敦が今夏の天気を徹底解説                                                                          |        |
| 655    | 06-21  | 13:59～14:54 | 和泉元彌 原西孝幸（FUJIWARA） 杉浦太陽 平子祐希（アルコ&ピース）                                 | うちの嫁さんサイコー！嫁大好き芸能人、愛情赤裸々告白SP                                                                                              |        |
| 656    | 06-28  | 13:59～14:54 | 和泉元彌 原西孝幸（FUJIWARA） 杉浦太陽 平子祐希（アルコ&ピース） キダ・タロー 木田美千代         | うちの嫁さんサイコー！嫁大好き芸能人、愛情赤裸々告白SP 延長戦！ 嫁大好き芸能人のレジェンドキダ・タロー 独特すぎる愛のカタチ                         |        |
| 657    | 07-05  | 13:59～14:54 | 枡田絵理奈 豊崎由里絵 馬場ももこ                                                                 | 人気フリー女子アナの光と闇 大ぶっちゃけSP |        |
| 658    | 07-12  | 13:59～14:54 | 井上公造 駒井千佳子 シークエンスはやとも                                                         | 芸能ニュースマル秘ポロリ 芸能ニュースぶった斬り！ あなたの知らない霊の世界を徹底解説＆生霊視SP                                                      |        |
| 659    | 07-19  | 13:59～14:54 | 松本伊代 野々村友紀子 佐藤友美                                                                   | 芸人の嫁が大集合！コロナストレスも吹き飛ぶ過激に激白愚痴合戦SP                                                                                      |        |
| 660    | 07-26  | 13:59～14:54 | 澁澤侑哉 小山英機（モンスーン） 斉藤アリス コルファージュリア                                    | 超ド級のセレブ生活を公開！実家が大金持ちタレント大集合SP                                                                                            |        |
| 661    | 08-02  | 13:59～14:54 | 岡部友 横川尚隆 西野未姫                                                                         | 脱ステイホーム太り！美ボディのカリスマ大集合SP |        |
| 662    | 08-09  | 13:59～14:54 | 鈴木香里武 長谷川まさ子 中西正男                                                                 | 衝撃！謎に満ちた深海生物のおもしろ生態をお魚王子・鈴木香里武が徹底解剖SP 芸能ニュースマル秘ポロリ                                                   |        |
| 663    | 08-16  | 13:59～14:54 | 篠宮暁（オジンオズボーン） 小島よしお 山本博（ロバート）                                         | 親子で必見！キッズにバカウケ芸人徹底解剖SP |        |
| 664    | 08-30  | 13:59～14:54 | 竹脇まりな M三郎 吉田克己                                                                        | あなたの人生も今日で激変！？ 趣味を極めて大成功の超一般人が大集合！                                                                                 |        |
| 665    | 09-13  | 13:59～14:54 | 金子貴俊 馬場裕之（ロバート）． 別府ともひこ（エイトブリッジ）                                   | 今話題の料理男子が大集合！料理に隠された驚愕秘話＆知られざる舞台裏 激白SP                                                                           |        |
| 666    | 09-20  | 13:59～14:54 | 井上公造 駒井千佳子 ティモンディ                                                                 | 芸能ニュースマル秘ポロリ お笑い第7世代・ティモンディ 野球エリートから芸人へ…転向秘話＆マル秘師弟関係を徹底解剖！                                    |        |
| 667    | 09-27  | 13:59～14:54 | 田原可南子 藤岡真威人 IMALU                                                                      | 2世タレント大集合！ 知られざる苦悩＆スター父のマル秘素顔を大ぶっちゃけSP                                                                            |        |
| 668    | 10-04  | 13:59～14:54 | 長州力 土佐兄弟 丸山礼                                                                           | 総フォロワー数400万人以上！ SNSで大人気の芸能人！私はこうしてバズりましたSP                                                                         |        |
| 669    | 10-18  | 13:59～14:54 | 井上公造 長谷川まさ子 ラランド                                                                   | 芸能ニュースマル秘ポロリ お笑い第7世代・ラランドが初登場                                                                                            |        |
| 670    | 10-25  | 12:59～14:34 | 内場勝則・未知やすえ チェリー吉武・白鳥久美子（たんぽぽ） 菊田竜大（ハナコ）・和泉杏（ハルカラ） | 笑ってばっかりおられへんねん！ 芸人夫婦の知られざる苦悩 大告白SP ゴミ屋敷清掃業者に潜入ポロリ！                                                     |        |
| 671    | 11-01  | 13:59～14:54 | 松本明子 朝日奈央 須田亜香里                                                                     | 新旧トップバラドル残酷物語 “これが私のバラエティーでの生きる道”ぶっちゃけSP                                                                         |        |
| 672    | 11-08  | 13:59～14:54 | 飯尾和樹（ずん） トム・ブラウン                                                                  | 女子ウケしない芸人が大集合！ 頑張ってるのに、なぜ“ワーキャー”言われない！？残酷物語SP 新企画「おたすけポロリ！」 リポーター：シャンプーハット       |        |
| 673    | 11-15  | 13:59～14:54 | 井上公造 駒井千佳子 横山だいすけ                                                                 | 芸能ニュースマル秘ポロリ 横山だいすけ【今だから話せる！『おかあさんといっしょ』のマル秘舞台裏】                                                     |        |
| 674    | 11-22  | 13:59～14:54 | 3時のヒロイン ぼる塾                                                                             | 今をときめく女芸人が大集結！ 東野がラブコール！！ぼる塾あんりを中心にスタジオ大荒れSP                                                               |        |
| 675    | 11-29  | 12:59～14:34 | 和泉元彌 本並健治 ノッチ（デンジャラス） 兵動大樹（矢野・兵動） 平子祐希（アルコ&ピース）        | 「嫁が大大大大好きだ～！」 嫁大好き芸能人 歪んだ愛情赤裸々告白スペシャル第2弾！                                                                     |        |
| 676    | 12-06  | 13:59～14:54 | 上原浩治 金村義明                                                                                | 笑い涙あり… 巨人＆メジャーリーグの裏話満載！ 大阪が生んだレジェンド・上原浩治 徹底解剖SP                                                            |        |
| 677    | 12-13  | 13:59～14:54 | 井上公造 長谷川まさ子                                                                            | 芸能ニュースマル秘ポロリ 2020年総まくり！ 嵐出演！「ポロリバス」総集編を特別大公開！                                                                |        |
| 678    | 12-20  |              | 橋下徹                                                                                           | 年末恒例!橋下徹がポロリ納め！ 大阪府民のぶっちゃけ質問にとことん答えまSP！！                                                                        |        |
| 679    | 12-27  | 12:59～14:24 | 坂上忍 フワちゃん アインシュタイン 若井おさむ                                                    | お悩み相談ポロリDX 2020年 衝撃のお悩みを一挙プレイバック！                                                                                          |        |

| 2021年 | 2021年 | 2021年       | 2021年 | 2021年 | 2021年 |
| 放送回 | 放送日 | 放送時間     | ゲスト | 内容 | 備考   |
| ------ | ------ | ------------ | --- | --- | ------ |
| 680    | 01-10  | 12:30～13:30 | おいでやすこが オズワルド 錦鯉 | 2021年に懸けるMー1戦士たちが魂の叫び！ 要チェック芸人 大解剖SP |        |
| 681    | 01-17  | 13:59～14:54 | 狩野英孝 どぶろっく レイザーラモンRG ハラミちゃん                                                                                 | 私たちはこうしてバズりました！ いま話題の歌ネタ芸人大集合SP |        |
| 682    | 01-24  | 13:59～14:54 | エイトブリッジ 横川尚隆 島太星 | 私、やらかしちゃったみたいです…令和のおバカタレント大集合SP！ |        |
| 683    | 02-07  | 13:59～14:54 | 井上公造 中西正男 | 芸能ニュースマル秘ポロリ！ |        |
| 684    | 02-14  | 13:59～14:54 | 空気階段 ラランド | ウチの連れがクズでして…お悩み相談SP！ |        |
| 685    | 02-21  | 13:59～14:54 | おいでやすこが オズワルド 錦鯉 狩野英孝 どぶろっく レイザーラモンRG ハラミちゃん エイトブリッジ 横川尚隆 島太星 空気階段 ラランド | スタジオドン引き！？禁断の未公開シーンを大放出！ 超ワケあり！蔵出しポロリSP                                                                                               |        |
| 686    | 02-28  | 13:59～14:54 | 尾形貴弘（パンサー） 瀬下豊（天竺鼠） 鈴木奈々                                                                                    | NG一切なし！根性と涙の体当たりタレント大集合SP！ |        |
| 687    | 03-07  | 13:59～14:54 | 井上公造 長谷川まさ子 Aぇ! group（末澤誠也・草間リチャード敬太・佐野晶哉）                                                        | 芸能ニュースマル秘ポロリ ジャニーさんが残した最後のグループ Aぇ! group 参戦スペシャル！                                                                                   |        |
| 688    | 03-14  | 13:59～14:54 | ニッポンの社長 滝音 からし蓮根 | “大阪お笑い第7世代” 魂の叫びSP |        |
| 689    | 03-21  | 13:59～14:54 | 島田珠代 ヒコロヒー 岩倉美里（蛙亭） やす子                                                                                       | あの女芸人いったい何者！？徹底解剖SP |        |
| 690    | 03-28  | 13:59～14:54 | トミーズ | ダウンタウンから千鳥・ミルクボーイまで裏話を大暴露！ 関西芸人のアニキ・トミーズ 今だから話しますSP                                                                        |        |
| 691    | 04-04  | 13:59～14:54 | 原口あきまさ ミラクルひかる 神奈月 JP                                                                                             | ご本人との衝撃対面秘話＆モノマネ芸人ならではの苦悩とは！？ 原口・ミラクル・神奈月 モノマネレジェンド大激白SP                                                              |        |
| 692    | 04-11  | 13:59～14:54 | 原口あきまさ ミラクルひかる 神奈月 坂口健太郎                                                                                     | 潜入ポロリ 「スーパー・ニンテンドー・ワールドに潜入！」 モノマネレジェンドSP 後半戦！ ポロリバス 「シグナル主演 坂口健太郎が4度目の乗車！」                               |        |
| 693    | 04-18  | 13:59～14:54 | 井上公造 駒井千佳子 さくらまや | 芸能ニュースマル秘ポロリ さくらまや 今だから話せる子ども演歌歌手時代の裏側と抱えた闇。                                                                                    |        |
| 694    | 04-25  | 12:00～13:29 | 黒田有（メッセンジャー） 品川祐（品川庄司） ぼる塾 木村卓寬（天津） 原口あきまさ（再現VTR 東野幸治役で出演）                      | 34分拡大SP！東野幸治 被害者の会 メッセンジャー黒田＆品川祐＆ぼる塾が怒りの猛クレーム                                                                                      |        |
| 695    | 05-02  | 13:59～14:54 | とにかく明るい安村 TAIGA タイムマシーン3号 ぺこぱ（VTR出演）                                                                      | とにかく明るい安村＆TAIGA＆タイムマシーン3号 なぜ売れない！？実力あるのにくすぶってる芸人 大集結SP                                                                        |        |
| 696    | 05-09  | 13:59～14:54 | 大村朋宏（トータルテンボス）、息子・晴空（はるく） 完熟フレッシュ                                                                 | 話題のバズり替え歌も披露！ トータルテンボス大村親子＆完熟フレッシュ 親子芸人SP                                                                                            |        |
| 697    | 05-16  | 13:59～14:54 | 井上公造 長谷川まさ子 | 芸能ニュースマル秘ポロリ グループ愛ポロリ |        |
| 698    | 05-23  | 13:59～14:54 | ダチョウ倶楽部 | 志村けんも有吉弘行も愛したNO.1リアクション芸人 いまこそ！ダチョウ倶楽部スペシャル                                                                                         |        |
| 699    | 05-30  | 12:59～14:34 | 久保田かずのぶ（とろサーモン） 安田大サーカス（クロちゃん、団長安田）                                                             | クロちゃんvs久保田！クズ芸人2トップが夢の競演 炎上必至！地獄の40分拡大スペシャル                                                                                          |        |
| 700    | 06-06  | 13:59～14:54 | ハリウッドザコシショウ ランジャタイ コウテイ                                                                                      | ザコシ・ランジャタイ・コウテイが集結！ ハチャメチャ芸人 いろいろあってこうなりましたSP                                                                                    |        |
| 701    | 06-20  | 13:59～14:54 | 藤崎マーケット ジョイマン Everybody                                                                                               | リズムネタ芸人大集合！ハイリスク・ハイリターンSP |        |
| 702    | 06-27  | 12:59～14:04 | 中山功太 ヒューマン中村 ルシファー吉岡 おいでやす小田（リモート出演）                                                             | あつまれ！R-1戦士たち 栄光と挫折の残酷物語SP |        |
| 703    | 07-04  | 13:59～14:54 | 田村裕（麒麟） 相田周二（三四郎） ロッシー（野性爆弾）                                                                            | じゃない方芸人 魂の叫びSP |        |
| 704    | 07-11  | 13:59～14:54 | 井上公造 駒井千佳子 なかやまきんに君                                                                                              | 芸能ニュースマル秘ポロリ なかやまきんに君が14年ぶりにマルコポロリ登場！                                                                                                   |        |
| 705    | 07-18  | 13:59～14:54 | 四千頭身 ザ・マミィ レインボー | 東京売れっ子芸人がポロリメンバーにお悩み相談SP！ |        |
| 706    | 07-25  | 13:59～14:54 | 蛙亭 納言 パーパー | 相方への不満が大爆発！？男女コンビ大集合SP |        |
| 707    | 08-01  | 13:59～14:54 | おいでやす小田 こがけん 三浦マイルド                                                                                              | おいでやすこが徹底解剖SP！ 三浦マイルドが売れて変わった小田にモノ申す！？                                                                                                 |        |
| 708    | 08-08  | 13:59～14:54 | つるの剛士 ヤナギブソン（ザ・プラン9） JOY 平子祐希（アルコ&ピース）                                                              | 嫁への愛が止まらない！歪んだ愛情大爆発SP |        |
| 709    | 08-29  | 13:59～14:54 | 白輪剛史 ♪鳥くん さかな芸人ハットリ                                                                                               | ポロリメンバーも大興奮！？生き物だらけの夏休み特別企画！ |        |
| 710    | 09-12  | 13:59～14:54 | 赤井英和・佳子夫妻 本並健治・丸山桂里奈夫妻                                                                                       | SNSで話題沸騰！芸能人おしどり夫婦SP |        |
| 711    | 09-19  | 13:59～14:54 | 井上公造 長谷川まさ子 原田龍二・愛夫妻                                                                                            | 芸能ニュースマル秘ポロリ |        |
| 712    | 09-26  | 13:59～14:54 | なすなかにし モンスターエンジン ミサイルマン                                                                                      | まだまだやれるぞ！中堅芸人SP |        |
| 713    | 10-03  | 13:59～14:54 | 見取り図 | さようなら見取り図… 笑いと涙の卒業スペシャル |        |
| 714    | 10-17  | 13:59～14:54 | 井上公造 駒井千佳子 エルフ ビスケットブラザーズ                                                                                   | 見取り図がMC就任！記者会見に潜入ポロリ 芸能ニュースマル秘ポロリも！ ネクストブレイクなるか！？エルフ＆ビスケットブラザーズ                                                |        |
| 715    | 10-24  | 12:59～ 2:34 | 駒田徳広 G.G.佐藤 金村義明 片岡篤史 天海祐希（ポロリバスのゲストとして出演）                                                      | “世紀の落球”G.G.佐藤 “バーカ事件”駒田徳広 金村義明＆片岡篤史も交えた『プロ野球残酷物語 40分拡大SP』 マルコポロリ名物「ポロリバス」 通算12回目！最多乗車の天海祐希が登場！ |        |
| 716    | 10-31  | 13:59～14:54 | コロコロチキチキペッパーズ ザ・マミィ 岡野陽一                                                                                    | 問題だらけのクズ芸人大集合SP！ |        |
| 717    | 11-07  | 13:59～14:54 | テンダラー かもめんたる | 東西のネタ職人が夢の競演！ |        |
| 718    | 11-14  | 13:59～14:54 | ダイアン ネゴシックス 天竺鼠 | 東京で一旗あげたい芸人大集結SP |        |
| 719    | 11-21  | 13:59～14:54 | えなこ HARA 滝沢秀一（マシンガンズ）                                                                                              | 一点突破の超人3人が大集結！ |        |
| 720    | 11-28  | 12:59～14:34 | 寺内健 髙藤直寿 中村輪夢 武井壮                                                                                                   | トップアスリートの栄光と残酷物語大告白SP！ |        |
| 721    | 12-05  | 13:59～14:54 | トータルテンボス 我が家 | 立ち上がれ中堅芸人！第2弾 |        |
| 722    | 12-12  | 13:59～14:54 | 井上公造 長谷川まさ子 木村卓寬（天津） オズワルド やす子                                                                          | 今年マルコポロリでやらかしちゃいましたSP |        |
| 723    | 12-19  | 13:59～14:54 | リットン調査団 竹若元博（バッファロー吾郎） なだぎ武 ケンドーコバヤシ ハリウッドザコシショウ                                      | 伝説のリットン軍団大集合SP |        |
| 724    | 12-26  | 13:59～14:54 | 菊池風磨 小杉竜一（ブラックマヨネーズ） 中村仁美 若井おさむ                                                                       | 豪華芸能人のお悩みを東野幸治＆坂上忍が大解決SP |        |

| 2022年 | 2022年 | 2022年       | 2022年 | 2022年 | 2022年                              |
| 放送回 | 放送日 | 放送時間     | ゲスト | 内容 | 備考                                |
| ------ | ------ | ------------ | --- | --- | ----------------------------------- |
| 725    | 01-09  | 12:30～13:30 | モグライダー 真空ジェシカ もも | ことしブレイク間違いなしの3組が大集結！                                                                   |                                     |
| 726    | 01-16  | 13:59～14:54 | コロッケ 松浦航大 都留拓也（ラパルフェ） | 新旧モノマネスター大集合SP                                                                                |                                     |
| 727    | 01-23  | 13:59～14:54 | ランジャタイ コウテイ エルフ | なんでニッポンの社長がレギュラーやねん！SP                                                                |                                     |
| 728    | 02-06  | 14:00～14:55 | メッセンジャー黒田 品川祐（品川庄司） ぼる塾 原口あきまさ（再現VTR 東野幸治役で出演） | 東野幸治 被害者の会 メッセンジャー黒田＆品川祐VS東野幸治再び！                                            |                                     |
| 729    | 02-13  | 13:59～14:54 | ロングコートダディ マユリカ ゆめちゃん | この若手知ってんのか！？徹底解剖SP                                                                        |                                     |
| 730    | 02-20  | 13:59～14:54 | タージン 森脇健児 山田勝己 | 西のやりすぎレジェンド大集合SP                                                                            |                                     |
| 731    | 02-27  | 13:59～14:54 | 天才ピアニスト ヨネダ2000 | 東野幸治不在のマルコポロリ！ 女芸人の悩みSP                                                               | 麒麟 田村が東野幸治の代役として出演 |
| 732    | 03-06  | 13:59～14:54 | 三浦マイルド アキラ100% ゆりやんレトリィバァ | 王者が集合！R-1グランプリ直前SP                                                                           |                                     |
| 733    | 03-13  | 13:59～14:54 | 井上公造 駒井千佳子 長谷川まさ子 | 芸能リポーター井上公造マルコポロリ卒業！ 東野幸治×井上公造 ポロリバス特別対談                             |                                     |
| 734    | 03-20  | 13:59～14:54 | フットボールアワー | 過去も現在も丸裸！！ フットボールアワー大解剖SP                                                           |                                     |
| 735    | 03-27  | 13:59～14:54 | プラス・マイナス 平子祐希（アルコ&ピース） 落合隆治（ぐりんぴーす） はっしーはっぴー（コンピューター宇宙）                                                                               | 輝くおじさん芸人魂の叫びSP                                                                                |                                     |
| 736    | 04-03  | 13:59～14:54 | モグライダー 小宮浩信（三四郎） たかし（トレンディエンジェル） 井口浩之（ウエストランド） 国崎和也（ランジャタイ）                                                                       | モグライダーと仲間たち！東京芸人友情物語SP                                                                |                                     |
| 737    | 04-10  | 13:59～14:54 | モグライダー 小宮浩信（三四郎） たかし（トレンディエンジェル） 井口浩之（ウエストランド） 国崎和也（ランジャタイ）                                                                       | モグライダーと仲間たち！東京芸人友情物語SP（後編）                                                        |                                     |
| 738    | 04-17  | 13:59～14:54 | Aマッソ ジェラードン Yes!アキト | 悩める若手ネタ職人大集合SP                                                                                |                                     |
| 739    | 04-24  | 12:00～13:29 | お見送り芸人しんいち 吉住 サツマカワRPG やまもとまさみ 三浦マイルド | 新旧R-1王者が激突！ピン芸人残酷物語SP                                                                     |                                     |
| 740    | 05-01  | 13:59～14:54 | ミルクボーイ アキナ | なにわの愛され芸人徹底解剖SP                                                                              |                                     |
| 741    | 05-08  | 13:59～14:54 | JP 三浦マイルド おいでやす小田（VTR出演） | 代役ありがとうSP ゴミ屋敷潜入ポロリ                                                                       |                                     |
| 742    | 05-15  | 13:59～14:54 | ヒデ（ペナルティ） レジェンド松下 やのぱん | 通販レジェンドSP                                                                                          |                                     |
| 743    | 05-22  | 13:59～14:54 | スーパーマラドーナ ギャロップ ガクテンソク | 輝け！おじさん芸人～関西編～                                                                              |                                     |
| 744    | 05-29  | 12:00～13:35 | メッセンジャー 黒田 庄司智春（品川庄司） 大橋未歩 井口浩之（ウエストランド） | 東野幸治被害者の会2022                                                                                    |                                     |
| 745    | 06-05  | 13:59～14:54 | 安田大サーカス（団長安田・クロちゃん） コロコロチキチキペッパーズ | 実は相方の方がおかしいんですSP                                                                            |                                     |
| 746    | 06-19  | 13:59～14:54 | しずる コカドケンタロウ（ロッチ） 狩野英孝 | レッドシアター芸人栄枯盛衰ぶっちゃけSP                                                                    |                                     |
| 747    | 06-26  | 12:59～14:04 | 永野 加藤歩（ザブングル） みなみかわ 三浦マイルド | 東京ピン芸人リベンジャーズ                                                                                |                                     |
| 748    | 07-03  | 13:59～14:54 | さらば青春の光 ラランド ウエストランド | うちの相方、実はすごいんです！                                                                            |                                     |
| 749    | 07-10  | 13:59～14:54 | ZAZY 西野創人（コロコロチキチキペッパーズ） kento fukaya ビスケットブラザーズ | 華のNSC33期生大集合SP                                                                                     |                                     |
| 750    | 07-17  | 13:59～14:54 | アルコ＆ピース 山本浩司（タイムマシーン3号） 薄幸（納言） 落合隆治（ぐりんぴーす） はっしーはっぴー（コンピューター宇宙）                                                                | 平子軍団vs酒井軍団 謎の大阪決戦SP                                                                         |                                     |
| 751    | 07-24  | 13:59～14:54 | 永野 あぁ〜しらき 口笛なるお（わらふぢなるお） ランジャタイ お見送り芸人しんいち | グレープカンパニー 徹底解剖スペシャル                                                                     |                                     |
| 752    | 07-31  | 13:59～14:54 | TAIGA バイク川崎バイク ぺこぱ 森田哲矢（さらば青春の光） | 売れろ！俺たちの兄貴！スペシャル                                                                          |                                     |
| 753    | 08-07  | 13:59～14:54 | ブラックマヨネーズ | ブラックマヨネーズ徹底解剖SP                                                                              |                                     |
| 754    | 08-21  | 13:59～14:54 | インディアンス ロングコートダディ | うちの相方、ちょっと変なんです！SP                                                                        |                                     |
| 755    | 08-28  | 13:59～14:54 | メッセンジャー黒田 あぁ～しらき 三浦マイルド 山本浩司（タイムマシーン3号） バイク川崎バイク 井口浩之（ウエストランド） コロコロチキチキペッパーズ ZAZY ランジャタイ コウテイ エルフ ほか | ポロリオールスターによる夢の祭典！ 地獄の未公開SP                                                         |                                     |
| 756    | 09-04  | 12:00～13:24 | 千原兄弟 なだぎ武 ケンドーコバヤシ 2丁拳銃 田村裕（麒麟） 三浦マイルド 天海祐希（ポロリバスのゲストとして出演）                                                                          | 伝説の2丁目劇場SP 11か月ぶりポロリバス！ポロリバス女王の天海祐希が乗車写真                                |                                     |
| 757    | 09-11  | 13:59～14:54 | 本坊元児（ソラシド） 関太（タイムマシーン3号） 流れ星☆ | 田舎暮らしサイコー！SP                                                                                    |                                     |
| 758    | 09-18  | 13:59～14:54 | レギュラー ハマカーン | 這い上がれ！おじさん芸人SP                                                                                |                                     |
| 759    | 09-25  | 13:59～14:54 | マヂカルラブリー すゑひろがりず タモンズ | すごいぞ！大宮セブンSP                                                                                    |                                     |
| 760    | 10-02  | 13:59～14:54 | 川谷修士（2丁拳銃） 野々村友紀子 中西茂樹（なすなかにし） 高田紗千子（梅小鉢） | 芸人夫婦の苦悩と本音 大告白SP                                                                             |                                     |
| 761    | 10-09  | 13:59～14:54 | 篠宮暁（オジンオズボーン） なすなかにし みなみかわ ヒコロヒー 風穴あけるズ 飛び出せっ!安藤っ!                                                                                            | 松竹芸能徹底解剖SP                                                                                        |                                     |
| 762    | 10-16  | 13:59～14:54 | ウエストランド ともしげ（モグライダー） 国崎和也（ランジャタイ） 森本晋太郎（トンツカタン） あいなぷぅ（パーパー）                                                                       | ウエストランド井口大好きクラブ                                                                            |                                     |
| 763    | 10-23  | 12:59～14:34 | お見送り芸人しんいち ZAZY 永野 わらふぢなるお ふぢわら 西野創人（コロコロチキチキペッパーズ） トニーフランク サンドウィッチマン（VTR出演）                                               | 95分スペシャル しんいちとZAZYの未来を考えよう！                                                           |                                     |
| 764    | 10-30  | 13:59～14:54 | ハイキングウォーキング 5GAP | 這い上がれ！おじさん芸人SP                                                                                |                                     |
| 765    | 11-06  | 13:59～14:54 | 野性爆弾 | 野爆とシャンプー友情物語                                                                                  |                                     |
| 766    | 11-13  | 13:59～14:54 | 三浦マイルド おいでやす小田 西森洋一（モンスターエンジン） すゑひろがりず ゆりやんレトリィバァ                                                                                           | 三浦マイルド軍団vsおいでやす小田軍団 大阪秋の陣                                                           |                                     |
| 767    | 11-20  | 13:59～14:54 | ダイアン 久保田かずのぶ（とろサーモン） 中山功太 ネゴシックス | NSC闇の22期 うわべだけでも仲直り                                                                          |                                     |
| 768    | 11-27  | 12:59～14:34 | 糸井嘉男 初芝清 金村義明 G.G.佐藤 | レジェンド大集結！ 『超人』・糸井嘉男、『幕張のファンタジスタ』・初芝清、『野球漫談家』金村義明＆G.G.佐藤 |                                     |
| 769    | 12-04  | 13:59～14:54 | ネルソンズ ぱーてぃーちゃん | 新時代トリオ芸人SP                                                                                        |                                     |
| 770    | 12-11  | 13:59～14:54 | 大西ライオン ゆったり感 や団 | 輝け！おじさん芸人                                                                                        |                                     |
| 771    | 12-18  | 13:59～14:54 | タイムマシーン3号 ロングコートダディ 真空ジェシカ すがちゃん最高No.1（ぱーてぃーちゃん）（サプライズゲストとして登場）                                                                   | マルコポロリで大失敗SP                                                                                    |                                     |
| 772    | 12-25  | 12:59～14:24 | 小杉竜一（ブラックマヨネーズ） 黒沢かずこ（森三中） ベッキー 野々村真 若井おさむ ウエストランド キュウ カベポスター                                                                      | 拡大85分SP 年末恒例！お悩み相談ポロリ                                                                     |                                     |

| 2023年 | 2023年 | 2023年        | 2023年 | 2023年                                                            | 2023年 |
| 放送回 | 放送日 | 放送時間      | ゲスト | 内容                                                              | 備考 |
| ------ | ------ | ------------- | --- | ----------------------------------------------------------------- | --- |
| 773    | 01-08  | 12:30～13:30  | ウエストランド キュウ カベポスター 三浦マイルド（シークレットゲストとして出演）                                                                                                | M-1戦士ちょっとだけ大集合SP                                       | |
| 774    | 01-15  | 13:59～14:54  | 原口あきまさ JP レッツゴーよしまさ ガリベンズ矢野 | 新ネタ&鉄板ネタ満載のモノマネ新時代SP                             | |
| 775    | 01-22  | 13:59～14:54  | きつね きしたかの らぶおじさん | 波乱だらけのモテ芸人vs非モテ芸人SP                                | |
| 776    | 02-05  | 13:59～14:54  | スーパーマラドーナ ギャロップ 女と男 | 祝 結成20周年！これからどうすんねんSP                             | |
| 777    | 02-12  | 13:59～14:54  | 鬼越トマホーク デニス 大トニー（マテンロウ） | 東京NSC15期 個性派たちの悪口合戦SP                                | |
| 778    | 02-19  | 13:59～14:54  | ※総集編 | マルコポロリで発覚！！ 衝撃の芸人事件簿                           | |
| 779    | 02-26  | 13:59～14:54  | フワちゃん 加納（Aマッソ） 森本晋太郎（トンツカタン） 土佐兄弟 岡田康太 | フワちゃんと仲間たち大集合                                        | |
| 780    | 03-05  | 13:59～14:54  | 尾形貴弘（パンサー） 根建太一（囲碁将棋） ピーチ（かたつむり） 真べぇ（ダブルアート） 兎（ロングコートダディ） 今井らいぱち                                                    | すごいぞ！俺たちの兄貴SP                                          | |
| 781    | 03-12  | 13:59～14:54  | インポッシブル ルシファー吉岡 いぬ | 俺たちもワーキャー言われたい！女性人気ゼロ芸人SP                  | |
| 782    | 03-19  | 13:59～14:54  | わらふぢなるお 永野 お見送り芸人しんいち ヤーレンズ | 廃人×堕天使コンビ わらふぢなるお救済SP                            | |
| 783    | 03-26  | 13:59～14:54  | アルコ&ピース ぐりんぴーす ストレッチーズ | アルピー プレゼンツ！ ぐりんぴーすvsストレッチーズ 謎の大阪決戦SP | |
| 784    | 04-02  | 13:59～14:54  | ランジャタイ 井口浩之（ウエストランド） 高野正成（きしたかの） スーパー3助（にゃんこスター）                                                                                   | ランジャタイが許せない！SP                                        | |
| 785    | 04-09  | 13:59～14:54  | 柴田英嗣（アンタッチャブル） 鈴木拓（ドランクドラゴン） ゆってぃ 岡野陽一 真空ジェシカ                                                                                         | 人力舎 徹底解剖SP                                                 | |
| 786    | 04-16  | 13:59～14:54  | オダウエダ ヨネダ2000 エルフ | シン・女芸人SP                                                    | |
| 787    | 04-23  | 12:00～13:29  | 田津原理音 きょん（コットン） サツマカワRPG 永野 お見送り芸人しんいち 三浦マイルド                                                                                             | 拡大89分！！ 新旧R-1戦士スペシャル                                | |
| 788    | 04-30  | 12:59～14:04  | フースーヤ ダブルヒガシ ドーナツ・ピーナツ 天海祐希（ポロリバスのゲストとして出演）                                                                                            | 大阪次世代スターSP                                                | |
| 789    | 05-07  | 12:59～14:04  | ニッポンの社長 三浦マイルド | ありがとうニッポンの社長 笑いと汗の卒業SP                         | |
| 790    | 05-14  | 13:59～14:54  | ライス ななまがり コマンダンテ | そろそろ輝け！おじさん芸人SP！！！                                | 放送前の5月2日にコマンダンテが解散したため後半部分がカットされ代わりに輝け！おじさん芸人SP傑作選が放送された。 芸人リポーターはフースーヤ。          |
| 791    | 05-28  | 12:59～14:34  | ハリウッドザコシショウ バイきんぐ 錦鯉 | 拡大95分 賞レース総なめ事務所 SMA徹底解剖スペシャル！             | 芸人リポーターはビスケットブラザーズ。 |
| 792    | 06-04  | 13:59～14:54  | 桂三度 藤井隆 くっきー!（野性爆弾） 川谷修士（2丁拳銃） | 大山英雄と愉快な相談者たち                                        | 5月21日に放送される予定だったが第49回先進国首脳会議でゼレンスキー大統領の急遽来日による特番のため中止になった。 芸人リポーターはドーナツ・ピーナツ。 |
| 793    | 06-18  | 13:59～14:54  | ギャロップ スーパーマラドーナ 中山功太 トキ（藤崎マーケット） | 我々は信じてた！ ギャロップ優勝おめでとうSP                       | |
| 794    | 06-25  | 13:59～14:54  | 関町知弘（ライス） 藤本敏史（FUJIWARA） とにかく明るい安村 ナダル（コロコロチキチキペッパーズ） おたけ（ジャングルポケット） 村上健志（フルーツポンチ）                        | フジモン率いる 軍団マハロSP                                       | 芸人リポーターは今井らいぱち、kento fukaya。 |
| 795    | 07-02  | 13:59～14:54  | 東ブクロ（さらば青春の光） 河本（ウエストランド） 相田周二（三四郎） 槙尾（かもめんたる） ナダル（コロコロチキチキペッパーズ） スーパー3助（にゃんこスター）（番組終盤に登場） | ネタ書いてなくてナニが悪いSP                                      | 芸人リポーターはドーナツ・ピーナツ。 |
| 796    | 07-09  | 13:59～14:54  | ハナコ トンツカタン | 輝く！ネオトリオSP                                                | 芸人リポーターはビスケットブラザーズ。 |
| 797    | 07-16  | 13:59～14:54  | GAG かたつむり | 輝け！おじさんトリオSP                                            | 芸人リポーターはビスケットブラザーズ。 |
| 798    | 07-30  | 13:59～14:54  | コロコロチキチキペッパーズ 市川刺身（そいつどいつ） ゴスケ 青山フォール勝ち（ネルソンズ） 小野竜輔（ダイヤモンド） ロジャー（大自然） 和田まんじゅう（ネルソンズ）             | すごいぞ俺たちの兄貴！ ナダル軍団vs青山軍団SP                     | コロコロチキチキペッパーズ 西野とネルソンズ 和田まんじゅうは芸人リポーターとして出演。                                                               |
| 799    | 08-06  | 13:59～14:54  | アキ 吉田裕 島田珠代 今別府直之 松浦真也 | 新座長就任おめでとう 吉本新喜劇スペシャル！                       | 芸人リポーターはドーナツ・ピーナツ。 |
| 800    | 08-13  | 13:59～14:54  | 130R | 放送800回記念 還暦！130R徹底解剖SP                                | |
| 801    | 08-20  | 13:59～14:54  | マシンガンズ タイムマシーン3号 アルコ&ピース | マシンガンズ 売れたけど大丈夫か！？SP                             | 芸人リポーターはドーナツ・ピーナツ。 |
| 802    | 08-27  | 13:59～14:54  | 怪奇!YesどんぐりRPG 永野 お見送り芸人しんいち ZAZY 田津原理音 | お笑いチャリティー 愛はサツマカワを救うのか？SP                   | ZAZYと田津原理音は芸人リポーターとして出演。 |
| 803    | 09-03  | 12:00～13:24  | 陣内智則 ブラックマヨネーズ 後藤輝基（フットボールアワー） スマイル | ある意味スゴいぞ！陣内智則30周年SP                                | |
| 804    | 09-10  | 13:59～14:54  | ダイノジ タカアンドトシ 黒瀬純（パンクブーブー） 庄司智春（品川庄司） | 福岡で頑張れ！ダイノジＳＰ                                        | |
| 805    | 09-17  | 13:59～14:54  | 土佐兄弟 にゃんこスター ぱーてぃーちゃん | ワタナベの問題児たちSP                                            | |
| 806    | 09-24  | 13:59～14:54  | ガクテンソク マルセイユ はる（エルフ） 三浦マイルド | お前ら、何しに東京いってんSP                                      | 芸人リポーターはドーナツ・ピーナツ。 |
| 807    | 10-01  | 13:59～14:54  | モダンタイムス 野田クリスタル（マヂカルラブリー） アルコ＆ピース ランジャタイ                                                                                                  | 今日で売れるか！？モダンタイムスSP                                | 芸人リポーターはドーナツ・ピーナツ。 |
| 808    | 10-08  | 13:59～14:54  | 酒井健太（アルコ＆ピース）・矢端名結 ゆってぃ・石川あんな 高野正成（きしたかの）・まるゆか（ゆめまなこ）                                                                       | これが令和の芸人夫婦SP                                            | 芸人リポーターはドーナツ・ピーナツ。 |
| 809    | 10-15  | 13:59～14:54  | NON STYLE | NON STYLE徹底解剖SP                                               | 芸人リポーターはギャロップ。 |
| 810    | 10-22  | 12:59～14:34  | 井口浩之（ウエストランド） ともしげ（モグライダー） 高木（ストレッチーズ） お見送り芸人しんいち ZAZY 膝小僧お仕置きストしんぺー 永野 天海祐希（ポロリバス）                    | 売れて変わった！？井口・しんいち一斉調査SP                        | 芸人リポーターはギャロップ。 |
| 811    | 10-29  | 13:59～14:54  | 田村裕（麒麟） 八木真澄（サバンナ） ロッシー（野性爆弾） | 相方売れてお先真っ暗！？SP                                        | |
| 812    | 11-05  | 13:59～14:54  | や団 隣人 ゼンモンキー | キングオブコント慰労会                                            | 芸人リポーターはビスケットブラザーズ。 |
| 813    | 11-12  | 13:59～14:54  | 岡野陽一 山添寛（相席スタート） ダイタク 谷拓哉（パンプキンポテトフライ） | NEXTクズ芸人緊急参戦SP                                            | 芸人リポーターはビスケットブラザーズ。 |
| 814    | 11-19  | 13:59～14:54  | ケビンス そいつどいつ かたつむり | ヨシモト∞ホール芸人 お悩み相談SP                                  | 芸人リポーターはドーナツ・ピーナツ。 |
| 815    | 11-26  | 12:59～14:34  | 井川慶 能見篤史 桧山進次郎 金村義明 | 58年ぶり「アレのアレ」記念！阪神レジェンド大集合                  | 芸人リポーターは祇園。 |
| 816    | 12-03  | 13:59～14:54  | とにかく明るい安村 オジンオズボーン 篠宮 石井ブレンド 市川こいくち 中村ひでゆき 今井らいぱち                                                                                   | コンビ解散ピン芸人リベンジャーズ                                  | 芸人リポーターは隣人。 |
| 817    | 12-10  | 13:59～14:54  | ライス 藤崎マーケット 囲碁将棋 バイク川崎バイク | 芸歴そろそろ20周年SP                                              | 芸人リポーターはドーナツ・ピーナツ。 |
| 818    | 12-17  | 13:59～14:54  | 井口浩之（ウエストランド） 山本浩司（タイムマシーン3号） 永野 三浦マイルド スーパー3助（にゃんこスター） シティホテル3号室 古賀シュウ スーズ 可児正 八幡カオル                 | マルコポロリ-1グランプリ                                          | |
| 819    | 12-24  | 12:59 - 14:24 | アルコ&ピース ニッポンの社長 すがちゃん最高No.1（ぱーてぃーちゃん） モダンタイムス 若井おさむ                                                                                  | 拡大95分年末恒例お悩み相談ポロリ                                  | |

| 2024年 | 2024年 | 2024年       | 2024年 | 2024年                                                | 2024年                                                       |
| 放送回 | 放送日 | 放送時間     | ゲスト | 内容                                                  | 備考                                                         |
| ------ | ------ | ------------ | --- | ----------------------------------------------------- | ------------------------------------------------------------ |
| 820    | 01-07  | 13:59〜14:54 | さや香 アキナ セルライトスパ | 今年こそ東京で売れてくれ!なにわの人気芸人SP           |                                                              |
| 821    | 01-14  | 13:59〜14:54 | 林健（ギャロップ） 秋山賢太（アキナ） マコト（span!） 守谷日和 トキ（藤崎マーケット） 長谷川大祐 ラフ次元 | みんな大好き!FC林SP                                   | 芸人リポーターはスーパーマラドーナ、毛利大亮（ギャロップ）。 |
| 822    | 01-21  | 13:59〜14:54 | ヤーレンズ マユリカ ガク（真空ジェシカ） くらげ | ポロリ流に徹底解剖!Mー1戦士集結SP                     | 芸人リポーターはドーナツ・ピーナツ。                         |
| 823    | 02-04  | 13:59〜14:54 | ティモンディ カカロニ ツンツクツン万博 TCクラクション 永野（VTR出演） | キラキラ!グレープカンパニーSP                         | 芸人リポーターはビスケットブラザーズ。                       |
| 824    | 02-11  | 13:59〜14:54 | ピスタチオ伊地知 鬼越トマホーク アントニー（マテンロウ） おたけ（ジャングルポケット） しゅん ルミか | 鬼越トマホークプレゼンツ!ピスタチオ伊地知と仲間たちSP | 芸人リポーターはドーナツ・ピーナツ。                         |
| 825    | 02-18  | 13:59〜14:54 | ラブレターズ ジグザグジギー わらふぢなるお | KOC悲哀のファイナリストSP                             | 芸人リポーターはビスケットブラザーズ。                       |
| 826    | 02-25  | 13:59〜14:54 | 月亭八光 西代洋（ミサイルマン） 市川義一（女と男） ハラダ（ファミリーレストラン） 林健（ギャロップ） 駒場孝（ミルクボーイ） 円広志（VTR出演） 横山裕（VTR出演） | ある意味スゴイぞ!!八光SP                              | 芸人リポーターは永野、お見送り芸人しんいち                   |
| 827    | 03-03  | 13:59〜14:54 | TKO みなみかわ お見送り芸人しんいち 篠宮暁（オジンオズボーン） | TKOの未来を考えようSP                                 | 芸人リポーターはコロコロチキチキペッパーズ。                 |
| 828    | 03-10  | 13:59〜14:54 | 原口あきまさ ホリ 古賀シュウ ジョニー志村 よよよちゃん | モノマネタレント大集合SP                              | 芸人リポーターは隣人。                                       |
| 829    | 03-17  | 13:59〜14:54 | くっきー!（野性爆弾） ハリウッドザコシショウ レイザーラモンRG 歩子 福島善成（ ガリットチュウ） | くっきー!とゆかいな仲間たちSP                         | 芸人リポーターはビスケットブラザーズ。                       |
| 830    | 03-24  | 13:59〜14:54 | ウエストランド シティホテル3号室 ネコニスズ 太田光代（VTR出演） | マルコポロリ-1優勝記念タイタンSP                      |                                                              |
| 831    | 03-31  | 13:59〜14:54 | 原西孝幸（FUJIWARA） 八木真澄（サバンナ） ソマオ・ミートボール ちゃんぴおんず ピーチ（かたつむり） | 春のギャグまつり                                      | 芸人リポーターはビスケットブラザーズ。                       |
| 832    | 04-07  | 13:59〜14:54 | ニッポンの社長 ビスケットブラザーズ ドーナツ・ピーナツ 三浦マイルド（VTR出演） ダブルヒガシ（VTR出演） 隣人（VTR出演） フースーヤ（VTR出演） カベポスター（VTR出演） 天才ピアニスト（VTR出演） 真輝志（VTR出演） | ポロリファミリー大集結SP                              |                                                              |
| 833    | 04-14  | 13:59〜14:54 | ぼる塾 エルフ あぁ〜しらき 八幡カオル 古賀シュウ | もっともっと愛されたい女芸人の光と闇                  |                                                              |
| 834    | 04-21  | 12:00〜14:29 | ルシファー吉岡 真輝志 サツマカワRPG お抹茶（トンツカタン） 井口浩之（ウエストランド） お見送り芸人しんいち 三浦マイルド | R-1戦士集結SP2024                                     |                                                              |
| 835    | 04-28  | 13:59〜14:54 | 狩野英孝 ルシファー吉岡 モグライダー かが屋 | マセキ芸能社徹底解剖SP                                |                                                              |
| 836    | 05-05  | 13:59〜14:54 | サルゴリラ ライス しずる | 東京コント職人SP                                      |                                                              |
| 837    | 05-12  | 13:59〜14:54 | 真空ジェシカ 森本晋太郎（トンツカタン） 高野正成（きしたかの） ママタルト ウエストランド（VTR出演） オズワルド（VTR出演） | 真空ジェシカが許せない!SP                             |                                                              |
| 838    | 05-19  | 13:59〜14:54 | 兼光タカシ モダンタイムス ランジャタイ 野田クリスタル（マヂカルラブリー）（VTR出演） | セカンドチャンスをつかみたい男たちSP                  |                                                              |
| 839    | 05-26  | 12:59〜14:04 | 尾形貴弘（パンサー） ピーチ（かたつむり） 佐助 益田康平（カゲヤマ） 青山フォール勝ち（ネルソンズ） ダイタク 小野竜輔（ダイヤモンド） | 尾形軍団vs青山軍団SP                                  | 芸人リポーターは岸健之助・和田まんじゅう（ネルソンズ）       |
| 840    | 06-02  | 13:59〜14:54 | ななまがり ラフ次元 ザ・ぼんち ギャロップ | THE SECOND戦士集結SP                                  |                                                              |
| 841    | 06-16  | 13:59〜14:54 | 蛍原徹 FUJIWARA 竹若元博（バッファロー吾郎） へびいちご | 吉本印天然素材来られる人だけ集めましたSP              |                                                              |
| 842    | 06-23  | 12:59〜14:34 | メッセンジャーあいはら 桂三度 ケンドーコバヤシ 今別府直之 市川義一（女と男） 田中一彦（スーパーマラドーナ） 武川智美（毎日放送アナウンサー）（VTR出演） | メッセンジャーあいはら被害者の会                      |                                                              |
| 843    | 06-30  | 13:59〜14:54 | 木村卓寛（天津） ファミリーレストラン ソラシド | 地方で輝くスター芸人SP                                |                                                              |
| 844    | 07-07  | 13:59〜14:54 | コロコロチキチキペッパーズ 関町知弘（ライス） ZAZY 渚 クロちゃん（安田大サーカス） | コロチキの“本当の闇”はどっちだ!SP                     |                                                              |
| 845    | 07-14  | 13:59〜14:54 | 街裏ぴんく ハリウッドザコシショウ お見送り芸人しんいち 中山功太 みなみかわ 三浦マイルド 粗品（霜降り明星）（VTR出演）※7月28日のみ | R-1には”きっと“夢があるんですよSP                     |                                                              |
| 846    | 07-28  | 13:59〜14:54 | 街裏ぴんく ハリウッドザコシショウ お見送り芸人しんいち 中山功太 みなみかわ 三浦マイルド 粗品（霜降り明星）（VTR出演）※7月28日のみ | R-1には”きっと“夢があるんですよSP                     |                                                              |
| 847    | 08-04  | 13:59〜14:54 | トム・ブラウン メイプル超合金 ヤーレンズ | 狂気のトム・ブラウンと売れっ子たちの友情物語          |                                                              |
| 848    | 08-11  | 13:59〜14:54 | 永野 TKO ゆってぃ スーパー3助（にゃんこスター） | 永野に続け!再起をかける男たちSP                       |                                                              |
| 849    | 08-18  | 13:59〜14:54 | 永野 TKO ゆってぃ スーパー3助（にゃんこスター） | 永野に続け!再起をかける男たちSP                       |                                                              |
| 850    | 08-25  | 13:59〜14:54 | 天才ピアニスト 隣人 鬼としみちゃむ 豪快キャプテン 見取り図（VTR出演） ビスケットブラザーズ（VTR出演） 大須賀健剛（セルライトスパ） 黒帯（VTR出演） ダブルヒガシ（VTR出演） 真輝志（VTR出演） オーサカクレオパトラ（VTR出演） ねんど（チェリー大作戦） バッテリィズ（VTR出演） ぐろう（VTR出演） はるかぜに告ぐ（VTR出演） | よしもと漫才劇場の光と闇SP                            |                                                              |
| 851    | 09-01  | 12:00〜13:24 | 笑い飯 小籔千豊 藤田憲右（トータルテンボス） 田村裕（麒麟） 武智（スーパーマラドーナ） 迫田篤（デルマパンゲ） 千鳥（VTR出演） | 仲間たちが大集結!笑い飯徹底解剖SP                     |                                                              |
| 852    | 09-08  | 13:59〜14:54 | 見取り図 東ブクロ（さらば青春の光） ネコニスズ 石井ブレンド 森田哲矢（さらば青春の光）（VTR出演） | 見取り図大好きクラブ                                  |                                                              |
| 853    | 09-15  | 13:59〜14:54 | ガクテンソク ギャロップ スーパーマラドーナ | 輝け!おじさん芸人リターンズ                           |                                                              |
| 854    | 09-22  | 13:59〜14:54 | ザ・パンチ タモンズ シシガシラ | 這い上がれ!おじさん芸人SP                             |                                                              |
| 855    | 09-29  | 13:59〜14:54 | ウエストランド ルシファー吉岡 池田勝（ジグザグジギー） すがちゃん最高No.1（ぱーてぃーちゃん） 日本一おもしろい大崎（ちゃんぴおんず） Den（リンダカラー∞） | 井口&すがちゃんの魁力を大発見SP                       |                                                              |
| 856    | 10-06  | 13:59〜14:54 | 月亭八光・SHINO 村上（マヂカルラブリー）・いとくとら 良ちゃん（鬼越トマホーク）・早乙女ゆみの | これが令和の夫婦SP                                    |                                                              |
| 857    | 10-13  | 13:59〜14:54 | クワバタオハラ 島田珠代 キンタロー。 白鳥久美子（たんぽぽ） | がんばれママ芸人SP!                                   |                                                              |
| 858    | 10-20  | 12:59〜14:34 | 吉田敬（ブラックマヨネーズ） 田村裕（麒麟） 南條庄助（すゑひろがりず） 奥田修二（ガクテンソク） みながわ（ネイビーズアフロ） 橋本武志（烏龍パーク） | ブラマヨ吉田徹底解剖SP                                |                                                              |
| 859    | 10-27  | 13:59〜14:54 | や団 シティホテル3号室 隣人 | キングオブコント慰労会                                |                                                              |
| 860    | 11-03  | 13:59〜14:54 | 三浦マイルド すゑひろがりず 黒帯 ビスケットブラザーズ おいでやす小田（VTR出演） ななまがり（VTR出演） ミキ（VTR出演） | 三浦マイルドの未来を考えようSP                        |                                                              |
| 861    | 11-10  | 13:59〜14:54 | ラバーガール ザ・ギース アルコ&ピース | 東京センス系おじさん芸人 光と闇SP                     |                                                              |
| 862    | 11-17  | 13:59〜14:54 | 浅越ゴエ（ザ・プラン9） スマイル アキナ カベポスター | ロケスター集結!なにわのロケはつらいよSP!              |                                                              |
| 863    | 11-24  | 12:59〜13:24 | FUJIWARA 小籔千豊 土肥ポン太 2丁拳銃 | 激動の90年代大阪お笑い戦国史SP                        |                                                              |
| 864    | 12-01  | 13:59〜14:54 | ふかわりょう 平野ノラ 永野 みなみかわ | ふかわりょうの魁力を再発見SP                          |                                                              |
| 865    | 12-08  | 13:59〜14:54 | てつじ（シャンプーハット） 野性爆弾 ほんこん（130R） あいはら（メッセンジャー） | 祝 芸歴30周年シャンプーハットてつじの魁力一挙大放出SP |                                                              |
| 866    | 12-15  | 13:59〜14:54 | 井口浩之（ウエストランド） 関町知弘（ライス） お見送り芸人しんいち 毛利大亮（ギャロップ） ドーナツ・ピーナツ おしみんまる マイスイートメモリーズ TOKYO COOL カンフーカンフー ネコニスズ 隣人 | マルコポロリ-1グランプリ                              |                                                              |
| 867    | 12-22  | 12:59〜14:34 | 水谷隼 松嶋尚美 若井おさむ モダンタイムス 国崎和也（ランジャタイ） 坂上忍・アルコ&ピース（見届け人） | 年末恒例!東野×坂上 お悩み相談ポロリ                   |                                                              |

| 2025年 | 2025年 | 2025年       | 2025年 | 2025年                                                        | 2025年           |
| 放送回 | 放送日 | 放送時間     | ゲスト | 内容                                                          | 備考             |
| ------ | ------ | ------------ | --- | ------------------------------------------------------------- | ---------------- |
| 868    | 01-05  | 13:59〜14:54 | | マルコポロリ!被害者の会                                       |                  |
| 869    | 01-19  | 13:59〜14:54 | ダイタク トム・ブラウン ヤーレンズ 真空ジェシカ | M-1戦士 ポロリ流に徹底解剖SP                                  |                  |
| 870    | 02-02  | 13:59〜14:54 | 岡野陽一 ニシダ（ラランド） 谷拓哉（パンプキンポテトフライ） 酒井貴士（ザ・マミィ） 清水パソコン（あそび） ヘベレケ斎藤 お見送り芸人しんいち（VTR出演）                      | 2025年新春ニュースタークズ芸人発掘SP                          |                  |
| 871    | 02-09  | 13:59〜14:54 | チャンス大城 千原せいじ（千原兄弟） 藤本敏史（FUJIWARA） 永野 | チャンス大城SP                                                |                  |
| 872    | 02-16  | 13:59〜14:54 | ザ・ギース 阿佐ヶ谷姉妹 ラブレターズ 大竹まこと（シティボーイズ）（VTR出演） 浜谷健司（ハマカーン）（VTR出演） 永沢たかし（磁石）（VTR出演） おおかわら（鬼ヶ島）（VTR出演） | 売れろザ・ギース!A SH&Dコーポレーション徹底解剖SP             |                  |
| 873    | 02-23  | 13:59〜14:54 | 吉田敬（ブラックマヨネーズ） 石田明（NON STYLE） 橋本武志（烏龍パーク） 水本健一（span!） 南條庄助（すゑひろがりず）                                                         | ブラマヨ吉田徹底解剖SP 第2弾                                  |                  |
| 874    | 03-02  | 13:59〜14:54 | ロングコートダディ マユリカ 紅しょうが ビスケットブラザーズ | 大阪から羽ばたいたスター（!?）たちの近況報告SP                |                  |
| 875    | 03-09  | 13:59〜14:54 | ロングコートダディ マユリカ 紅しょうが ビスケットブラザーズ | 大阪から羽ばたいたスター（!?）たちの近況報告SP                |                  |
| 876    | 03-16  | 13:59〜14:54 | TOKYO COOL お見送り芸人しんいち わらふぢなるお あぁ〜しらき サンドウィッチマン（VTR出演）                                                                                    | マルコポロリ-1優勝記念!TOKYO COOLの魁力を大放出SP             |                  |
| 877    | 03-23  | 13:59〜14:54 | かたつむり ネルソンズ 蛙亭 ニッポンの社長（VTR出演） コットン（VTR出演） シモリュウ（VTR出演）                                                                               | ヨシモト∞ホールの光と闇SP〜かたつむりの未来は一体どうなる!?〜 |                  |
| 878    | 03-30  | 13:59〜14:54 | | マルコポロリ大慰労会                                          | 永野がMCである。 |
| 879    | 04-06  | 13:59〜14:54 | おしみんまる ライス ザ・パンチ 遠山大輔（グランジ） 林万介（かたつむり） ニッポンの社長（VTR出演）                                                                           | 売れてくれ!俺たちのおしみんまるSP                             |                  |
| 880    | 04-13  | 13:59〜14:54 | さや香 橋本市民球場（隣人） ダブルヒガシ 山下ギャンブルゴリラ（豪快キャプテン）                                                                                              | 仲間たちが激白!さや香の“問題児”はどっち!?SP                   |                  |
| 881    | 04-20  | 13:59〜14:54 | ともしげ（モグライダー） ネコニスズ 井口浩之（ウエストランド） 小宮浩信（三四郎）                                                                                            | 永遠のライバル!?ともしげvs赤ちゃんSP                          |                  |
| 882    | 04-27  | 12:00〜13:29 | 新山（さや香） チャンス大城 田津原理音 ハギノリザードマン（ベルナルド） ヒロ・オクムラ 永野                                                                                  | R-1戦士集結スペシャル2025                                     |                  |
| 883    | 05-04  | 12:59〜14:04 | ミルクボーイ ななまがり 舘野忠臣（ネコニスズ） 鈴木もぐら（空気階段） 植田紫帆（オダウエダ）                                                                                 | 大阪芸大落研芸人SP                                            |                  |
| 884    | 05-11  | 13:59〜14:54 | バッテリィズ エバース エルフ | いろんなで意味で今が大事?恋に仕事に全力投球SP                 |                  |
| 885    | 05-18  | 13:59〜14:54 | バッテリィズ エバース エルフ | いろんなで意味で今が大事?恋に仕事に全力投球SP                 |                  |
| 886    | 05-25  | 13:59〜14:54 | ザ・ぼんち マシンガンズ ななまがり ヘンダーソン | THE SECONDの戦士の光と闇SP                                    |                  |
| 887    | 06-01  | 12:59〜14:34 | スマイル 隣人 豪快キャプテン ダブルヒガシ | 過酷ロケ3本立て!40分拡大ロケSP                                |                  |
| 888    | 06-08  | 13:59〜14:54 | ハリウッドザコシショウ 街裏ぴんく 中山功太 お見送り芸人しんいち 友田オレ | R-1王者大集結SP                                               |                  |
| 889    | 06-22  | 13:59〜14:54 | クマムシ AMEMIYA 波田陽区 ムーディ勝山 中山功太 | ベストヒット懐メロ歌謡祭                                      |                  |
| 890    | 06-29  | 13:59〜14:54 | オズワルド 真空ジェシカ 鈴木もぐら（空気階段） ぼんちおさむ（ザ・ぽんち）（VTR出演）                                                                                         | 同期3組が言いたい放題ダメ出しSP                               |                  |
| 891    | 07-06  | 13:59〜14:54 | スーパーマラドーナ トム・ブラウン おいでやす小田 西森洋一（モンスターエンジン） 林健（ギャロップ） ヘンダーソン（VTR出演） ななまがり（VTR出演）                             | スーマラ武智被害者の会SP                                      |                  |
| 892    | 07-13  | 13:59〜14:54 | ぱーてぃーちゃん リンダカラー∞ | 本当のカリスマはどっちだ!?SP                                  |                  |
| 893    | 07-20  | 13:59〜14:54 | NON STYLE 久保田かずのぶ（とろサーモン） ユースケ（ダイアン） 中山功太 ネゴシックス 吉村崇（平成ノブコブシ）（VTR出演） 山里亮太（南海キャンディーズ）（VTR出演）            | 祝・激動の25周年!華のNSC22期 同期芸人の未来はどうするSP       |                  |
| 894    | 07-27  | 13:59〜14:54 | ぺこぱ 四千頭身 バッツネ | 第7世代の光と闇SP                                             |                  |
| 895    | 08-03  | 13:59〜14:54 | さらば青春の光 みなみかわ お見送り芸人しんいち 黒帯 | さらば青春の光と仲間たちSP                                    |                  |
| 896    | 08-10  | 13:59〜14:54 | コットン 井上裕介（NON STYLE） きむ（ちょんまげラーメン） 青山フォール勝ち（ネルソンズ） ジャンボたかお（レインボー）                                                        | 次世代スター!コットンの魅力大放出SP                           |                  |
| 897    | 08-17  | 13:59〜14:54 | CITY コウノ・オブ・ザ・イヤー 九条ジョー 谷拓哉 ヒロユキMc-ll 見取り図（VTR出演） ネコニスズ（VTR出演） 青山フォール勝ち（ネルソンズ）（VTR出演）                            | 光か闇か!?再出発芸人の未来はどうなるSP                        |                  |

## スタッフ
- 構成：佐久間貴司、桝野幸宏、やまだともカズ、根宜利彰、野口勉
- TD：濱名嘉之（ウエストワン）、京田航（ウエストワン）【週替り】
- 音声/MA：野村理恵・中道尚宏（カンテレ）【週替り】
- 音声：上之段剛（カンテレ）、小原智実（ウエストワン）【週替り】
- MA：佐藤孝彦（ウエストワン）、井田憲吾・赤澤和伸（カンテレ）【週替り】
- 照明：金子宗央（カンテレ）、平塚章人（大阪共立）、河合裕也（ウエストワン）【週替り】
- 効果：岡野登志也（シャガデリック）
- 編集：森口裕貴（ウエストワン）
- 美術制作：廣田静（カンテレ）
- デザイン：萩原英伸（レフティーデザイン）
- 美術進行：西口英希（バンブルビー）
- 大道具：平井淳士（サンケイビルテクノ）
- 装飾：筒井由佳（高津商会）
- 電飾：増本正寿（ズイコー21）
- メイク：ビーム
- タイトル：福島雅也
- 編成：山内亜紀（カンテレ）
- 宣伝：柴崎由紀乃（カンテレ）
- 配信：増田夕希（カンテレ、以前はAP）
- 技術協力：ウエストワン【毎週】、タイムリー、東京オフラインセンター、トラッド【週替り】
- 制作協力：吉本興業【毎週】、遊写、フレームパンチ、オルタナスタジオ、イングス、ジパング【週替り】
- AP：高山禎恵・山中脩平（吉本興業）
- AD：笹橋功一（カンテレ）、金川洋介、緒方航平（カンテレ）、田辺哲太
- ディレクター：芳仲真雪子（カンテレ）、植田政成（D-REC）【毎週】、田辺佳史（放送映画製作所、以前は毎週ディレクター）、瀬部なぎさ（瀬部→以前は取材ディレクター）
- 演出：酒井椋平（カンテレ、以前はディレクター）
- プロデューサー：吉岡治郎（カンテレ）、金丸貴史（吉本興業、以前はAP）
- 制作：カンテレ コンテンツ統括本部 制作局 制作部
- 制作著作：カンテレ（関西テレビ放送）

### 過去のスタッフ
- TD：朝倉康博・横山和明（全員カンテレ）、吉田満
- SW：松林正和（カンテレ）〔週替り〕
- カメラ：朝倉康博・松林正和（全員カンテレ）〔週替り〕
- VE：松浦洋輔・塚本滋喜（全員カンテレ）〔週替り〕
- 音声：長谷川周作・坂田常夫・永田誠（全員カンテレ）〔週替り〕
- 照明：中島啓・中村貴志（カンテレ）、大塚美穂（大阪共立）
- 編集：矢野数馬・大須賀真紀・瀬戸口雅裕・山本道雄・清水慎恭・奥野真也・堀田秀治（全員カンテレ）、今岡裕之（イングス）、川合尉嗣・沖野裕之（以上ウエストワン）
- 効果：浦谷幸・萩原隆之（テレコープ）
- 美術制作：浅田夏子・岡崎忠司・谷口俊哉・大石竜也（カンテレ）
- 美術進行：中越章浩
- 装飾：山本文、高浪隆史
- タイトル：西村厚・芦原祥浩・小山萌・齋藤あゆみ・田中里実（全員タイトルエイト、※1名週替り）、櫻井洸太、山田真友美、大石健太郎
- CG：インフォルメ
- リサーチ：政光智也、田原拓郎
- 制作協力：EXPRESS CP.、放送映画製作所、Be-WILD、亀人、FULL HOUSE、メディアプルポ、SSSystem、Devotion、パワーステーション、D-REC、レジスタエックスワン、ロボッツ、ハネル、FULL TIME、BAX
- 編成：金谷卓也・南知宏・小川悦司・川元敦雄・川村徹也・和泉亮・田中拓朗・益野智行（カンテレ）
- 宣伝：原澄子・岡崎真由美・羽藤ゆかり・大西千絵・石岡雅樹・松川さやか・森育美（カンテレ）
- 取材ディレクター：空口一城（当時:Be-WILD）、伊野勝久（SSSystem）、津田真吾・和田善樹（D-REC）、山下伸児（ハネル）、高山浩児（メディアプルポ）、丹羽弘二・八友規周（レジスタx1）
- AD（アシスタントディレクター）：川野柊（カンテレ）
- AP（アシスタントプロデューサー）：阪口知里・片山勝三・柴垣早智子・高山雄次郎・仲井絵美・中澤晋弥・植田隆志・富永衣里子・車谷尚彦・亀井俊徳・森本将也・松田菜々（全員吉本興業→よしもとクリエイティブ・エージェンシー→吉本興業）
- ディレクター：佐野拓水・萩原崇・谷口博邦・八方楓周・藤口聡祐・三方雄人・百々健喜（全員カンテレ）
- 演出：近藤兵衛・杉浦史明・横田幸介（全員カンテレ、横田→以前はディレクター）
- プロデューサー：高島公美・古市忠嗣・生垣晃・大西文志郎・長野聡・加藤麻衣・泉雄介（全員カンテレ）
- 演出・プロデューサー：相馬芳匡（カンテレ）
- チーフプロデューサー：木村弥寿彦（カンテレ、以前はプロデューサー）

## ネット局
| 放送対象地域   | 放送局                | 系列           | 放送日時                    | ネット状況 | 脚注          |
| -------------- | --------------------- | -------------- | --------------------------- | ---------- | ------------- |
| 近畿広域圏     | 関西テレビ（KTV）     | フジテレビ系列 | 日曜 13:59 - 14:54          | 制作局     | [ 15 ]        |
| 北海道         | 北海道文化放送（UHB） | フジテレビ系列 | 土曜 12:00 - 12:55          | 7週遅れ    |               |
| 秋田県         | 秋田テレビ（AKT）     | フジテレビ系列 | 金曜（木曜深夜）0:30 - 1:25 | 2週遅れ    | [ 16 ]        |
| 岡山県・香川県 | 岡山放送（OHK）       | フジテレビ系列 | 土曜（金曜深夜）1:00 - 2:00 | 2週遅れ    | [ 17 ]        |
| 福岡県         | テレビ西日本（TNC）   | フジテレビ系列 | 火曜（月曜深夜）0:55 - 1:55 | 17週遅れ   | [ 18 ] [ 19 ] |
| 群馬県         | 群馬テレビ（GTV）     | 独立局         | 木曜 21:00 - 21:55          | 1週遅れ    |               |
| 三重県         | 三重テレビ（MTV）     | 独立局         | 土曜 21:00 - 21:55          | 1週遅れ    | [ 21 ]        |

遅れ状況は関西テレビでの放送週を0週目として計算。

### 過去のネット局
- 高知さんさんテレビ（KSS）
- テレビ山口（tys、TBS系列）
- さくらんぼテレビ（SAY）
- 福島テレビ（FTV）
- テレビ熊本（TKU）
- 新潟総合テレビ（NST）
- TOKYO MX 2（MX・独立局）[22]
- テレビ愛媛（EBC）
- 岐阜放送（GBS）
- 富山テレビ（BBT）
- テレビ埼玉（TVS・独立局）[23]
- テレビ長崎（KTN）[24]
- 鹿児島テレビ（KTS）

### 単発または不定期ネット局
- テレビ新広島（TSS）
  - 2017年2月11日（土・祝）に、2016年12月25日放送分（ゲスト：金村義明、金石昭人）を放送。以後も広島東洋カープに関する話題を扱う回や、テレビ新広島アナウンサー時代の西山穂乃加や、広島県江田島市出身の三浦マイルドが出演した回などを中心に不定期で放送。
- サガテレビ（STS）